# Єдиний ангел на землі
Єдиний ангел на землі (нім. Ein Engel auf Erden, фр. Mademoiselle Ange) — німецько-французький кольоровий кінофільм 1959 року, знята Гезою фон Радваньї, з Ромі Шнайдер і Анрі Відалем у головних ролях.

## Сюжет
Ромі Шнайдер виконує роль стюардеси авіалінії «Енджел ейрлайн» та ангела, що охороняє людей від усіляких нещасть. Стюардеса закохана в автогонщика П'єра Шалло (Анрі Відаль). Але шанси простої дівчини сумнівні, бо гонщика переслідують натовпи красунь, а сам він збирається одружитися з принцесою Августою. Принцеса — дуже розпещена дівчина, і коли П'єр вирушає на церемонію власного одруження, йому подають записку, з якої він дізнається, що його наречена знайшла щастя з іншим чоловіком. П'єру не залишається нічого іншого, як покінчити життя самогубством. Тут у його готельному номері з'являється міфічна істота, схожа на стюардесу, відбирає у нього револьвер і занурює розчарованого юнака в глибокий сон. Наступного дня гонщик знаходить на підлозі кімнати білу пір'їну і вирішує, що вночі його відвідав ангел. Бачачи, як страждає П'єр через зраду Августи, стюардеса говорить з наївністю, що роззброює: «На землі живе кілька мільярдів людей. Ви можете полюбити будь-кого, хоча б мене». «На мій смак ви надто худі», — буркливо відповідає П'єр, навіть не удостоївши дівчину поглядом. Але не так просто збентежити маленьку стюардесу, яка звикла до примхливих пасажирів міжнародних авіаліній. У вирішальній сцені віч-на-віч стикаються самовдоволена принцеса і стюардеса. П'єр відправляє красуню додому, виявляючи найніжніші почуття до свого ангела-охоронця.

## У ролях
- Ромі Шнайдер — Ангел і стюардеса
- Анрі Відаль — П'єр Шайо
- Мішель Мерсьє — Августа
- Жан-Поль Бельмондо — Мішель Барро
- Маргарита Хааген — другорядна роль
- П'єр Сержеоль — другорядна роль
- Еріка фон Телльманн — другорядна роль
- Жан Брошар — другорядна роль
- Полетт Дюбо — другорядна роль
- Жан Тіссьє — другорядна роль
- Ернст Вальдов — Кореллі
- Альбер Дінан — другорядна роль
- Франц-Отто Крюгер — другорядна роль
- Ролан Родьє — другорядна роль
- Рене Вормс — другорядна роль
- Люсьєн Калламан — другорядна роль
- Жан Панісс — другорядна роль
- Жерар Даррйо — другорядна роль
- Андре Флоранс — епізод
- Анні Нельсен — епізод

## Знімальна група
- Режисер — Геза фон Радваньї
- Сценаристи — Рене Баржавель, Геза фон Радваньї
- Оператор — Роже Юбер
- Композитори — Герхард Бекер, Жан Вінер
- Художник — Джон Аудабан
- Продюсери — Артур Браунер, Аріс Ніссотті